# Макдоналд, Кэтрин
Кэтрин Макдоналд (англ. Katherine MacDonald, 14 декабря 1891 — 4 июня 1956) — американская актриса немого кино и продюсер.

## Биография
Родилась в Питтсбурге, а в начале 1910-х годов переехала в Нью-Йорк, где стала работать моделью. В 1917 году Макдоналд обосновалась в Лос-Анджелесе, где спустя год дебютировала на большом экране. Спустя год она основала собственную студию «Katherine MacDonald Pictures», на которой снималась до 1921 года, появившись в шести кинолентах.
С 1920 по 1923 год актриса находилась на пике своей популярности, зарабатывая до 50,000$ за один фильм. В общей сложности за годы своей кинокарьеры, продолжавшейся до 1926 года, Макдоналд сыграла в 22 фильмах, среди которых «Мистер Прикрепи-это» (1918), «Боевая Джейн» (1918), «Муж индианки» (1918), «Большой карман» (1919), «Площадка для игр страсти» (1920) и «Женщина-завоеватель» (1922). После завершения карьеры она организовала собственный косметический бизнес, который просуществовал до начала 1930-х годов.
На протяжении многих лет Макдоналд враждовала со своей сестрой Мэри Макларен, и их непростые взаимоотношения часто становились предметов обсуждения в прессе. Актриса трижды была замужем. Со своим первым мужем, художником Малькольмом Струссом, она познакомилась работая моделью в Нью-Йорке. Их брак был заключен в 1910 году, а спустя девять лет пара рассталась. В 1924 году она вышла замуж за молодого миллионера из Чикаго, от которого вскоре родила сына Бритта, а спустя два года совместной жизни они развелись. В 1928 году Макдоналд вышла замуж за наследника дрожжевой компании Кристиана Расмуса Холмса, от которого родила дочь Энн. Их брак завершился в 1931 году громким судебным процессом, на котором актриса обвиняла мужа в применении физического насилия в её адрес.
Мэри Макдоналд умерла в 1956 году в Санта-Барбаре в возрасте 64 лет. В 1960 году на Голливудской аллее славы была заложена её именная звезда.